# Надін Койл
Надін Елізабет Луіз Койл (англ. Nadine Elizabeth Louise Coyle) — британо-ірландська співачка, акторка, авторка пісень та модель. Солістка дівочого поп-гурту «Girls Aloud».

## Біографія
Народилася в Деррі, Північна Ірландія. В неї є дві сестри — Шармейн та Рейчел. Перша слава прийшла до неї у 2001 році, коли вона стала переможицею ірландського талант-шоу Popstars. Але Надін не змогла увійти до колективу Six, оскільки продюсери дізналися, що вона молодша, ніж представилася задля вікових умов конкурсу. У 2002 році Койл спробувала вже на британському шоу Popstars: The Rivals. Цього разу вона пройшла за віком і стала однією з солісток дівочого гурту Girls Aloud.
Койл стала співавторкою кількох пісень гурту:
- «100 Different Ways» (What Will the Neighbours Say)
- «Why Do It» (Би-сайд к I Think We're Alone Now)
- «Sexy! No, No, No…» (Tangled Up)

## Сольна кар'єра
Ще до участі в реаліті-шоу Надін Койл записала демо-CD, в який увійшли такі пісні, як «Fields of Gold», «Somewhere Over the Rainbow», «Love Is», та «Summertime».
Койл з'явилася у відеокліпі Наташи Бедінгфілд на пісню «I Wanna Have Your Babies».
У 2009 році, коли Girls Aloud оголосили про творчу перерву, Койл почала працювати над сольним альбомом. Її дебютний диск отримав назву Insatiable, а першим синглом була вибрана однойменна пісня. Реліз альбому відбувся 8 листопада 2010 року, але пластинка не мала великого успіху, можливо, через обмеження в продажі (диск був доступний тільки в супермаркетах Tesco). Другим синглом повинна була стати пісня «Put Your Hands Up», а пізніше до випуску в США планувалась «Runnin», але обидва релізи були скасовані.

### Сольна дискографія
Альбоми:
- Insatiable (2010)

1. Runnin'
2. Put Your Hands Up
3. Chained
4. Insatiable
5. Red Light
6. Sexy Love Affair
7. Lullaby
8. You Are The One
9. Natural
10. Raw
11. Rumours
12. Unbroken
13. Make A Man